# Nina Hartley
Nina Hartley, pseudònim artístic de Marie Louise Hartman (nascuda l'11 de març de 1959 a Berkeley, Califòrnia), és una actriu pornogràfica, educadora sexual i directora de pel·lícules per a adults.

## Biografia
El 1984, durant el seu penúltim any universitari, debuta en el porno rodant Educating Nina una pel·lícula produïda per la veterana actriu porno Juliet Anderson. Posteriorment rodaria "Anal Annie and the backdoor housewives" i la seva primera seqüela titulada : "Anal Annie and the willing Husbands" (1985). En ella realitza la seva primera escena de sexe anal.
Durant tota la dècada, (i també posteriorment) l'actriu roda, dirigeix i produeix nombrosos lliuraments de la sèrie Guia a... ("Guide to.."). Tots aquests videos tenen un enfocament clarament educatiu, tractant d'explicar, de forma didàctica, determinats aspectes sexuals que van des del sexe oral, al sexe anal passant per les relacions de parella o el bondage. El lliurament més recent de la sèrie (2008) és una guia per practicar sexe durant l'embaràs.
Entre les seves últimes pel·lícules, en les quals sí que practica sexe, destaquen: la pel·lícula de gènere MILF "You'veu Got a Mother Thing Cumming 2" (2008) i "Who's Nailin' Paylin?" (2008), una paròdia sobre la candidata a Vicepresidenta Sarah Palin, i on l'actriu fa el paper de Hillary Clinton.

## Vida personal
Hartley és obertament bisexual en la seva vida privada, i ha portat -el que s'ha descrit com- la relació estable més llarga en la indústria adulta, vivint en un ménage à trois amb el seu marit Dave (a qui va conèixer quan tenia 19 anys), i la seva "esposa" Bobby Lilly per 20 anys. Hartley va deixar la relació dient: "Jo era molt immadura i ell massa possessiu, no va funcionar, va acabar perquè erem les tres persones equivocades per estar juntes". Des de llavors s'ha casat amb Ira Liveine (àlies d'Ernest Greene), director de films pornogràfics, particularment films de tipus BDSM. Hartley no té fills, per manca d'interés, i per culpa d'uns tumors fibroides, tanmateix però, té vuit nebots.

## Curiositats
- De l'actor pornogràfic afroamericà Lexington Steele va dir en una entrevista l'any 2001, que sens dubte, el millor sexe que havia tingut va ser amb ell[5]

## Premis AVN
Nina ha guanyat nombrosos premis al llarg de la seva carrera per part d'organitzacions d'afeccionats i de crítics.
La següent llista enumera els seus Premis AVN.
- Millor actuació no sexual- per "Not Bewitched XXX" (2009)[6]